# 16. SS-Panzergrenadier-Division Reichsführer-SS

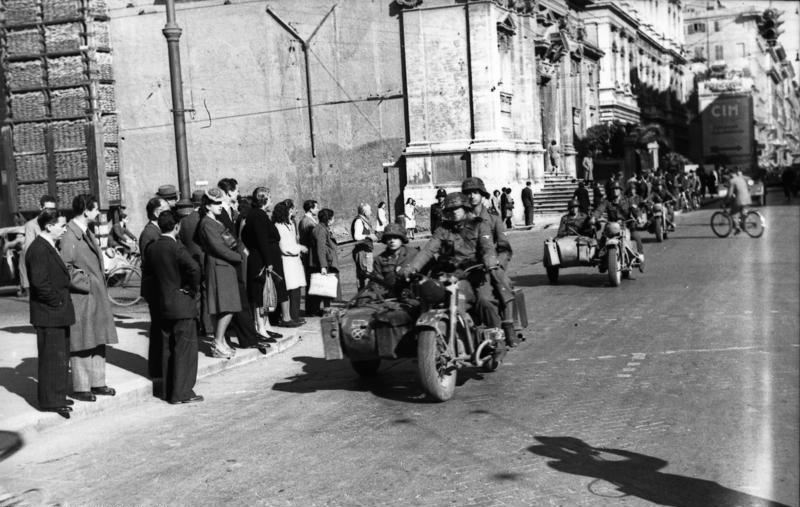
På väg mot fronten i söder passerar delar av 16. SS-Panzergrenadier-Division Reichsführer-SS genom Rom

16. SS-Panzergrenadier-Division Reichsführer-SS var en tysk Waffen-SS pansargrenadjärdivision. Den bildades i oktober 1943 då Sturmbrigade Reichsführer-SS utökades med folktyska rekryter
| Namn                                        | datum                        |
| ------------------------------------------- | ---------------------------- |
| Begleit-Bataillon Reichsführer-SS           | februari 1943 - oktober 1943 |
| Sturmbrigade Reichsführer-SS                | oktober 1943 - juni 1944     |
| SS-Panzergrenadier-Division Reichsführer-SS | juni 1944 - maj 1945         |

## Organisation
Divisionens organisation:
- SS-Panzergrenadier-Regiment 35
- SS-Panzergrenadier-Regiment 36
- SS-Panzer-Abteilung 16
- SS-Panzer-Aufklärungs-Abteilung 16
- SS-Artillerie-Regiment 16
- SS-Sturmgeschütz-Abteilung 16
- SS-Flak-Abteilung 16
- SS-Pionier-Bataillon 16
- SS-Nachrichten-Abteilung 16
- SS-Feldersatz-Bataillon 16
- Kommandeur SS-Divisions-Nachschubtruppen 16
- SS-Sanitäts-Abteilung 16
- SS-Wirtschafts-Bataillon 16

## Befälhavare
Divisionscheferna:
- SS-Gruppenführer Max Simon (3 okt 1943 - 24 okt 1944)
- SS-Brigadeführer Otto Baum (24 okt 1944 - 8 maj 1945)